# 德国驻奉天领事馆
德国驻奉天领事馆是二十世纪初原德意志国政府驻奉天府（今辽宁省沈阳市）的领事馆，现存旧址位于今辽宁省沈阳市沈河区北二经街19号。西楼现为沈阳军区政治部幼儿园使用，东楼现为民宅。目前，领馆旧址被列为沈阳市文物保护单位。

## 历史
奉天开埠以后，各国侨民陆续进入奉天经商、执业。中东铁路建设时期，采用大量德国进口电料、电器。1907年，德意志国在奉天设立领事馆，领事区域为辽宁省全省。1917年3月第一次世界大战末期，中国作为参战的协约国成员之一，正式向德国、奥匈帝国等国宣战绝交，北洋政府停止了德国驻奉天领事馆的领事待遇，领事馆被迫关闭。1920年7月，德国驻沈阳领事馆恢复办公。九一八事变之后，各国驻沈阳领事机构大部分被关闭。由于第二次世界大战期间，德国和日本同属轴心国战争联盟，因此德国驻沈阳总领事馆得以保留直至日本投降。

## 建筑
德国驻奉天领事馆建于1926年，由德国建筑设计师库尔特·罗克格（Curt Rothkegel）设计。领事馆建筑群包括办公楼西楼、大使公寓、已婚副大使公寓、办公房屋、车库等，现仅存办公楼西楼及公寓东楼。西楼地上两层、地下一层砖木结构，整体呈平立面中轴对称三段式结构。东楼墙面主体为黄色，2层设有阳台并用科林斯柱支撑。